# Nombre sociable
En mathématiques, un nombre entier strictement positif est sociable d'ordre n si sa suite aliquote est fermée et compte n maillons. La formule de construction d'une suite aliquote est la suivante : {\displaystyle a_{i+1}} est la somme des diviseurs stricts de {\displaystyle a_{i}} (les diviseurs de {\displaystyle a_{i}} strictement compris entre 0 et {\displaystyle a_{i}}). Les nombres amicaux sont sociables d'ordre 2, les parfaits sociables d'ordre 1.
Le premier autre nombre sociable (d'ordre 5) fut découvert par Paul Poulet, un mathématicien belge, en 1918 : 12 496 → 14 288 → 15 472 → 14 536 → 14 264 (→ 12 496). En 1970, le Français Henri Cohen en découvre sept d'ordre 4. On n'en connaît aucun d'ordre 3 ni 7.
La plus longue chaîne sociable 14 316 → 19 116 → 31 704 → 47 616 → 83 328 → 177 792 → 295 488 → 629 072 → 589 786 → 294 896 → 358 336 → 418 904 → 366 556 → 274 924 → 275 444 → 243 760 → 376 736 → 381 028 → 285 778 → 152 990 → 122 410 → 97 946 → 48 976 → 45 946 → 22 976 → 22 744 → 19 916 → 17 716 (→ 14 316) d'ordre 28 avait été découverte également par Poulet. Les ordinateurs n'ont depuis pas permis d'en découvrir d'autre que celle-là au-delà de l'ordre 9.
En 2018, on en connaît seulement 5 d'ordre 6, 4 d'ordre 8 et 1 d'ordre 9 ; en revanche, on en a découvert plus de cinq mille d'ordre 4.